# A Sound of Thunder (jeu vidéo)
Pour les articles homonymes, voir A Sound of Thunder.
 (août 2021).
Si vous disposez d'ouvrages ou d'articles de référence ou si vous connaissez des sites web de qualité traitant du thème abordé ici, merci de compléter l'article en donnant les références utiles à sa vérifiabilité et en les liant à la section « Notes et références ».
A Sound of Thunder est un jeu vidéo d'action-aventure sorti en 2004 sur Game Boy Advance. Il a été développé par Mobius Entertainment et édité par BAM! Entertainment. Il s'agit d'une adaptation du film Un coup de tonnerre de Peter Hyams, lui-même basé sur la nouvelle du même nom de Ray Bradbury.
Le jeu était initialement prévu sur Xbox, GameCube et PlayStation 2 mais sa sortie fut annulée sur ces différents supports.

## Accueil
- Cheat Code Central : 4/5[1]
- IGN : 7,5/10[2]